# Udonis Haslem
Udonis Johneal Haslem (Miami, Florida, 6. lipnja 1980.) američki je profesionalni košarkaš. Igra na poziciji krilnog centra, a trenutačno je član NBA momčadi Miami Heata. Prijavio se na NBA draft 2002., ali nije bio izabran od strane nijedne momčadi. 

## Sveučilište
Haslem je na sveučilištu Florida proveo sve četiri godine. Sveučilišnu karijeru započeo je na poziciji centra pod vodstvom trenera Billyja Donovana, a tijekom sveučilišne karijere (odigrao 99 utakmica) postao je jednim igračem koji nije doživio poraz. Postao je prvim Gatorsom koji je tijekom sve četiri godine s momčadi igrao u NCAA ligi i Jugoistočnoj konferenciji. Postao je jedan od dvojice igrača su na sveučilištu postigli više od 1 700 koševa i 800 skokova.
U prvoj godini postizao je skromih 10.4 koševa po utakmici i 5 skokova, uz 60.3% šuta iz igre. Na drugoj godini Gatorsi su stigili do finala NCAA lige, a Haslem je prosječno postizao 11.8 koševa i 5.1 skok po utakmici.Na trećoj godini odigrao je svih 31 utakmicu i prosječno postizao 16.8 koševa i 7.5 skokova po utakmici. Iste godine Associated Press uvrstio ga je u All-American treću petorku. Na posljendjoj godini osvojio je mnoga priznanja, a ujedno odigrao najbolju sveučilišnu sezonu. Prosječno je postizao 16 koševa i 8.3 skoka po utakmici. 

## NBA
Nakon što nije izabran na NBA draftu 2002. godine, Haslem odlazi u Europu i potpisuje za francuski ÉS Chalon-sur-Saône. Ondje je odigrao solidnu sezonu u kojoj je prosječno postizao 16.1 koš i 9.4 skokova, a uz to je izgubio prekomjernu kilažu te se već sljedećeg ljeta okušao u Ljetnoj ligi. Kao nedraftiran slobodan igrač potpisuje za Miami Heat i rookie sezonu proveo je kao zamjena za Briana Granta. Dokazao se kao solidan skakač i dobar obrambeni igrač, a na kraju sezone dobio je priznaje u NBA All-Rookie drugu petorku i rookie momčad na All-Star vikendu. Sljedeće sezone odlaskom Lamara Odoma u LA Lakerse izborio je mjesto krilnog centra u startnoj petorci Heata. Iako je u sezoni 2005./06. u Miami stigao trostruki All-Star Antoine Walker, Haslem je uspješno zadržao mjesto startera. U odličnom tandemu s novopridošlim Shaquilleom O'Nealom i Dwyaneom Wadeom odveo je Miami do naslova prvaka NBA lige 2006. godine.
U lipnju 2008. bio je uključen u moguću razmjenu kojom bi otišao u neki drugi klub za nekog razigravača, ali na kraju je ipak ostao na Floridi. U sedmoj utakmici prvog kruga doigravanja 2009. protiv Atlanta Hawksa, Haslem je nakon jednog flagrantnog faula izbačen iz utakmice, te je na putu do svlačionice potrgao svoj dres i bacio ga u publiku. Utakmicu je završio s 14 poena i 13 skokova, dok je Miami u ispao iz daljnjeg natjecanja.

## NBA statistika

### Regularni dio
| Godina    | Klub  | Odig. uta. | Uta. poč. | Min. | 2P%  | 3P%  | Sl. bac.% | Skok. | Asist. | Ukr. lop. | Blok. | Poena |
| --------- | ----- | ---------- | --------- | ---- | ---- | ---- | --------- | ----- | ------ | --------- | ----- | ----- |
| 2003./04. | Miami | 75         | 24        | 23.9 | .459 | .000 | .765      | 6.3   | .7     | .4        | .3    | 7.3   |
| 2004./05. | Miami | 80         | 80        | 33.4 | .540 | .000 | .791      | 9.1   | 1.4    | .8        | .5    | 10.9  |
| 2005./06. | Miami | 81         | 80        | 30.8 | .508 | .000 | .789      | 7.8   | 1.2    | .6        | .2    | 9.3   |
| 2006./07. | Miami | 79         | 79        | 31.4 | .492 | .000 | .680      | 8.3   | 1.2    | .6        | .3    | 10.7  |
| 2007./08. | Miami | 49         | 48        | 36.8 | .467 | .000 | .810      | 9.0   | 1.4    | .8        | .4    | 12.0  |
| 2008./09. | Miami | 75         | 75        | 34.1 | .518 | .000 | .753      | 8.2   | 1.1    | .6        | .3    | 10.6  |
| Ukupno    |       | 439        | 386       | 31.5 | .500 | .000 | .763      | 8.1   | 1.1    | .6        | .3    | 10.0  |

### Doigravanje
| Godina    | Klub  | Odig. uta. | Uta. poč. | Min. | 2P%  | 3P%  | Sl. bac.% | Skok. | Asist. | Ukr. lop. | Blok. | Poena |
| --------- | ----- | ---------- | --------- | ---- | ---- | ---- | --------- | ----- | ------ | --------- | ----- | ----- |
| 2003./04. | Miami | 13         | 0         | 15.3 | .394 | .000 | .677      | 3.4   | .2     | .4        | .2    | 3.6   |
| 2004./05. | Miami | 15         | 15        | 36.2 | .491 | .000 | .739      | 10.0  | 1.0    | .5        | .4    | 9.2   |
| 2005./06. | Miami | 22         | 22        | 29.5 | .493 | .000 | .683      | 7.4   | .8     | .6        | .3    | 8.6   |
| 2006./07. | Miami | 4          | 4         | 25.8 | .480 | .000 | .750      | 5.3   | 1.0    | .2        | .5    | 7.5   |
| 2008./09. | Miami | 7          | 7         | 29.1 | .543 | .000 | .900      | 8.7   | .4     | .4        | .4    | 8.4   |
| Ukupno    |       | 61         | 48        | 27.9 | .489 | .000 | .716      | 7.2   | .7     | .5        | .3    | 7.6   |

## Vanjske poveznice
- Profil na NBA.com
- Profil  Arhivirana inačica izvorne stranice od 5. veljače 2007. (Wayback Machine) na Basketball-Reference.com